# Fan Xuefei
Fan Xuefei (en chino: 范雪飞; 9 de octubre de 1990) es una deportista china que compitió en remo Ganó una medalla de oro en el Campeonato Mundial de Remo de 2006, en la prueba de cuatro scull ligero.

## Palmarés internacional
| Campeonato Mundial | Campeonato Mundial | Campeonato Mundial | Campeonato Mundial  |
| Año                | Lugar              | Medalla            | Prueba              |
| ------------------ | ------------------ | ------------------ | ------------------- |
| 2006               | Eton (Reino Unido) | Medalla de oro     | Cuatro scull ligero |